# كانينو
كانينو هي إحدى مدن إيطاليا، وتقع في مقاطعة فيتيربو (لاتسيو الشمالية) في الجزء الداخلي من ماريما لازيالي. تبلغ مساحتها 15 كيلومتر (9 ميل) غرب فالانتانو و 44 كيلومتر (27 ميل) شمال غرب فيتربو.
كما أنها تقع بالقرب من مدينة فولشي الأترورية القديمة ومدينة كاسترو المحطمة. كان لوسيان بونابرت، شقيق نابليون، سيد كانينو ودُفن في الكنيسة الجماعية بالمدينة. كان كانينو أيضًا موطنًا لعائلة فارنيز؛ ولد البابا المستقبلي بولس الثالث هنا عام 1468.
تصل التلال المحيطة بـ كانينو إلى سيلفا ديل لامون وتزرع بالعنب والزيتون، وقد تم منح زيت الزيتون الشهير vergine di oliva ، من صنف زيتون "Canina"، DOP مع Reg. م ن. 1263/96.